# Галик
Галик (на гръцки: Γαλλικός, Галикос) е река в Егейска Македония, Гърция, дълга около 70 километра. Името Галик носи и бившият дем Галик.
Реката извира от южните склонове на планината Круша (Крусия), тече в южна посока, минава покрай Кукуш (Килкис) и се влива в Солунския залив между Текелиево (Синдос) и Солун. Коритото ѝ минава покрай Лъгадинското поле – Солунските рътлини се свързват с планината Круша и разделят коритото на река Галик от Лъгадинското поле. Общата дължина на реката е 70 километра.
В Гърция освен Галикос се ползва и античното име на реката Ехедорос (Εχέδωρος), на чието име е кръстен бившият дем Ехедорос с център Текелиево. Смята се, че сегашното ѝ име идва от поселище на галите, известно като Галикум, основано на мястото на по-сетнешния Кукуш; името му се запазва в тази форма и по време на римското владичество. Предполага се, че оттогава река Ехейрос/Ехедерос започва да се нарича Галикос или Галикò.